# Ward Bogaert
Ward Bogaert (Izegem, 1979) is een Vlaamse journalist. Hij studeerde Germaanse Talen aan de KU Leuven en Journalistiek in Brussel.
Na een stage mocht hij aan de slag bij Radio 1, waar hij 7 jaar als vliegende reporter voor Joos werkte. Na een korte overstap naar televisie bij 1000 zonnen keerde hij terug naar de radio.
Zijn reportage over de verdwenen sasmeester van Kachtem in 2011 werd genomineerd voor de Prix Europa.
In 2018 werd hij door de Stichting Verhalende Journalistiek verkozen tot 'Meesterverteller 2018'.
- Nederlandse Thesaurus van Auteursnamen: 15581026X
- Virtual International Authority File: 288041291
- WorldCat: E39PBJxMmGkhXmW4MmkF67D8YP